# Andreu Crespí i Salom
Andreu Crespí i Salom (Palma, 1896 - 1982). Polític i pedagog.

## Formació
Fill d'Antoni Crespí, camiser, i Catalina, nasqué a Palma i cursà el batxillerat a l'Institut General i Tècnic de Palma (1906-13). Començà la carrera d'Enginyer de Camins, que deixà per estudiar ciències. Obtengué el títol de llicenciat a la Universitat de Barcelona (1922). Durant els anys d'estudiant a Barcelona participa en el 2n Congrés Universitari Català (1918), presidí l'Associació Catalana d'Estudiants (1920-21) i col·laborà amb la publicació humorística “L'Estevet”.

## Pedagog
De retorn a Palma, el 1922 fundà amb Francesc de Sales Aguiló i Fortesa (1899-1956) el col·legi Cervantes, on treballà (1922-34) fins que guanyà per oposició la càtedra de física i química de l'Institut de Felanitx (1934-36). Al col·legi Cervantes implantà mètodes d'ensenyament actiu i la cultura del respecte als drets humans. En aquests anys col·laborà amb diverses publicacions catalanes, com “La Revista” i el Butlletí de la Institució Catalana d'Història Natural.

## Activitat política
El 1927 ingressà en el Partit Republicà Federal de Mallorca i a les eleccions municipals d'abril de 1931 va ser elegit regidor de l'Ajuntament de Palma per aquest partit. Després de la proclamació de la Segona República, s'afilià al Partit Socialista Obrer Espanyol (PSOE) (maig 1931). A les segones eleccions municipals del 1931 va ser elegit regidor de l'Ajuntament de Palma pel PSOE i fou president de la comissió municipal de cultura. A més va fer part de les comissions de policia, govern, beneficència i sanitat, foment i hisenda. Donà suport al Pla de Construccions Escolars. Com a membre de la Diputació provincial s'encarregà de la Clínica Mental i de l'orfenat. D'altra banda, participà en la fundació (1930) i en va ser vicepresident de la Lliga Laica, l'objecte de la qual era la laïcització de l'escola. El 1932 va ser nomenat tinent de batle (1932-34), càrrec que ocupà fins a la suspensió de l'Ajuntament a causa de l'anomenada Revolució d'Octubre. Arran d'aquest fet se'n va anar a París, on residí fins al gener de 1936. El febrer de 1936 recuperà el càrrec de regidor de l'Ajuntament de Palma, però el deixà per considerar-lo incompatible amb la direcció de l'Institut de Felanitx.
Com a militant del PSOE representà la FSB en el XIII Congrés (1932) i formà part de la comissió de El Socialista y prensa socialista. Va ser vicepresident i secretari de la FSB. Formà part del nucli d'intel·lectuals (Gabriel Alomar, Alexandre Jaume, etc.) que influïren en la Casa del Poble, introduint-hi el català com a llengua dels actes públics i fent costat al líder Llorenç Bisbal i Barceló.

## Activista cultural
A més, va ser vocal i comptador de la Junta de l'Associació per la Cultura de Mallorca. Publicà col·laboracions a La Nostra Terra i al Bolletí de la Societat Arqueològica Lul·liana. També és membre de la Federació de Treballadors de l'Ensenyança i organitzà l'escola nocturna per a obrers de la Unió Obrera. Promogué l'ús del català i la cultura mallorquina. El 1936 signà el manifest Resposta dels mallorquins al missatge dels catalans. Casat (1935) amb Maria Plaza, va ser el pare d'Andreu Crespí Plaza (Palma, 1943).

## La repressió i el franquisme
Arran de l'aixecament militar de juliol del 1936 va ser empresonat al Castell de Bellver (30 de juliol) i, posteriorment, al camp de concentració de la Fontsanta de Sant Joan (gener-març 1937), Can Mir (Palma) i a la presó provincial. El setembre de 1937 fou condemnat per un consell de guerra a 30 anys de presó per adhesió a la rebel·lió. A més, el Tribunal de Responsabilitats Polítiques el sancionà (1939) amb una multa de 45.000 ptes. Alliberat el 23 de març del 1942, va ser desterrat a Alzira durant mig any. Inhabilitat per a la docència pública, es dedicà a l'ensenyament privat. Després del restabliment de la democràcia, participà en els actes públics del PSOE durant la campanya electoral de 1977 a Palma. Morí 9 anys després, als 85 d'edat.

## Obres
- Alguns Foraminífers de les Balears "Butlletí de la Institució Catalana d'Història Natural" 22, núm. 4-5 (1922).
- Contribució a l'estudi dels Foraminífers de les Balears I : La Sèrie Peneròplica balear "Butlletí de la Institució Catalana d'Història Natural" 22, núm. 6 (1922).